# Vashka Crag
Der Vashka Crag  ist ein etwa 1600 m hohes und abrupt abfallendes Felsenkliff im ostantarktischen Viktorialand. Es ragt am östlichen Ende der Formation The Fortress auf, dem aus einer Reihe von Bergkämmen und -kesseln bestehenden Plateau, das die westliche Hälfte der Cruzen Range an der Nordseite des Barwick Valley im Gebiet der Antarktischen Trockentäler einnimmt.
Teilnehmer einer von 1959 bis 1960 durchgeführten Kampagne im Rahmen der neuseeländischen Victoria University’s Antarctic Expeditions benannten das Kliff in Anlehnung an die Benennung des nahegelegenen Lake Vashka. Namensgeber beider Objekte ist ein Schlittenhund der britischen Terra-Nova-Expedition (1910–1913) unter der Leitung des Polarforschers Robert Falcon Scott.